# Ochotnicy (film)
Ochotnicy (ang. Volunteers) – amerykańska komedia z 1985 roku.

## Fabuła
Lawrence Bourne III to rozpieszczony chłopak, który właśnie ukończył Yale (rocznik 1962). Niestety, posiada jeszcze dług hazardowy w wysokości 28 000 dolarów. Kiedy jego ojciec, Lawrence Bourne Jr., odmawia zapłaty długu, chłopak ucieka przed wściekłymi wierzycielami, zamieniając się miejscami ze swoim współlokatorem z uczelni Kentem, wsiadając do samolotu Korpusu Pokoju do Tajlandii. Jeszcze w trakcie podróży poznaje absolwenta Washington State University, Toma Tuttle'a z Tacoma, i piękną Beth Wexler, która początkowo odrzuca jego zaloty... W Tajlandii otrzymują zadanie zbudowania mostu dla miejscowych mieszkańców wioski. Pierwszego dnia Tom Tuttle wdaje się w spór z mieszkańcami o to, jakiego drewna użyć; jedynym tubylcem, który mówi po angielsku, jest At Toon.

## Obsada
- Tom Hanks – Lawrence Bourne III
- John Candy as Tom Tuttle
- Rita Wilson – Beth Wexler
- Tim Thomerson – John Reynolds
- Gedde Watanabe – At Toon
- George Plimpton – Lawrence Bourne Jr.
- Ernest Harada – Chung Mee
- Allan Arbus – Albert Bardenaro
- Xander Berkeley – Kent Sutcliffe

## Informacje dodatkowe
Na planie filmu Tom Hanks nawiązał romans z Ritą Wilson, która kilka lata później została jego żoną.